# 纠正行动
纠正行动（阿拉伯語：الحرو التصحيحية），又稱南葉門政變或1969年南葉門政變，南葉門稱「光榮的纠正行动」，是1969年6月22日，由阿卜杜勒·法塔赫·伊斯梅爾和萨利姆·鲁巴伊·阿里領導的馬克思主義政黨也門民族解放陣線在一場內部不流血政變中推翻了溫和派總統卡坦·沙比，建立左翼政府。最终于1978年促成也門社會黨建立，南葉門成為社會主義國家。